# ستيفن الكسندر
ستيفن الكسندر (بالإنجليزية: Stephen Alexander)‏ هو لاعب كرة قدم أمريكية أمريكي، ولد في 7 نوفمبر 1975 في تشيكاشا في الولايات المتحدة.

## وصلات خارجية
- ستيفن الكسندر على موقع مرجع كرة القدم المحترفة.كوم (الإنجليزية)